# Willerby (North Yorkshire)
Willerby is een civil parish in het bestuurlijke gebied Ryedale, in het Engelse graafschap North Yorkshire met 737 inwoners.